# Ермаков, Валентин Филиппович
Валентин Филиппович Ермаков — советский хозяйственный, государственный и политический деятель.

## Биография
Родился 2 сентября 1929 года на хуторе Нижне-Ермаковском Шолоховского района Ростовской области. Член КПСС.
С 1948 года — на хозяйственной, общественной и политической работе. В 1948—2007 гг. — счетовод Ворошиловского сельпо, инструктор-ревизор Алексеево-Лазовского, Басковского райпотребсоюзов, слушатель Всесоюзной инструкторско-ревизионной школы Центросоюза, главный бухгалтер Николаевского, Раздарского и Константиновского райпотребсоюзов, заместитель председателя Константиновского, Усть-Донецкого райисполкомов Ростовской области, инструктор Ростовского обкома партии, председатель Азовского райисполкома, председатель правления Ростовского облпотребсоюза, первый заместитель председателя, председатель правления Роспотребсоюза.
Избирался депутатом Верховного Совета РСФСР 11-го созыва, народным депутатом СССР.
Делегат XXVII съезда КПСС и XIX Всесоюзной конференции КПСС.
Жил в Москве. Скончался 21 сентября 2021. Похоронен на Троекуровском кладбище города Москвы, участок 35.